# 9004 Peekaydee
9004 Peekaydee eller 1982 UZ2 är en asteroid i huvudbältet som upptäcktes den 22 oktober 1982 av den amerikanska astronomen Gregory S. Aldering vid Kitt Peak-observatoriet. Den är uppkallad efter den amerikanske science fiction-författaren Philip K. Dick.
Asteroiden har en diameter på ungefär 14 kilometer.